# LEDA 9060
LEDA 9060(UGC 1840 NED 01)은 안드로메다자리에 위치한 상호작용은하이다. 지구에서 약 2억 5,000만 광년 떨어져 있다.